# Patty Fendick
Patty Fendick (Sacramento, 31 marzo 1965) è un'ex tennista statunitense.

## Statistiche (WTA)

### Singolare

#### Vittorie (3)
Legenda
| Grande Slam (0)               |
| VS, WTA Tour Championship (0) |
| Tier I (0)                    |
| Tier II (0)                   |
| Tier III (0)                  |
| Tier IV & V (0–3)             |
| VS (0)                        |

| Numero | Data            | Torneo                                 | Superficie | Avversaria in finale | Punteggio   |
| 1.     | 31 gennaio 1988 | ASB Classic, Auckland                  | Cemento    | Sara Gomer           | 6–3, 7–6(3) |
| 2.     | 17 aprile 1988  | Japan Open Tennis Championships, Tokyo | Cemento    | Stephanie Rehe       | 6–3, 7–5    |
| 3.     | 5 febbraio 1989 | ASB Classic, Auckland (2)              | Cemento    | Belinda Cordwell     | 6–2, 6–0    |

#### Finali perse (2)
Legenda
| Grande Slam (0)               |
| VS, WTA Tour Championship (0) |
| Tier I (0)                    |
| Tier II (0)                   |
| Tier III (1)                  |
| Tier IV & V (1–0)             |
| VS (0)                        |

| Numero | Data             | Torneo                                       | Superficie  | Avversaria in finale  | Punteggio           |
| 1.     | 21 febbraio 1993 | IGA U.S. Indoor Championships, Oklahoma City | Cemento (i) | Zina Garrison-Jackson | 2–6, 2–6            |
| 2.     | 17 aprile 1994   | Pattaya Women's Open, Pattaya                | Cemento     | Sabine Appelmans      | 7–6(5), 6(5)–7, 2–6 |

### Doppio

#### Vittorie (25)
Legenda
| Grande Slam (1)               |
| VS, WTA Tour Championship (0) |
| Tier I (0)                    |
| Tier II (6)                   |
| Tier III (4)                  |
| Tier IV (6–8)                 |
| VS (0)                        |

| Numero | Data             | Torneo                                             | Superficie    | Compagna              | Avversarie in finale                 | Punteggio        |
| 1.     | 31 gennaio 1988  | ASB Classic, Auckland                              | Cemento       | Jill Hetherington     | Cammy MacGregor Cynthia MacGregor    | 6–2, 6–1         |
| 2.     | 7 febbraio 1988  | Wellington Classic, Wellington                     | Cemento       | Jill Hetherington     | Belinda Cordwell Julie Richardson    | 6–3, 6–3         |
| 3.     | 24 aprile 1988   | Taiwan Open, Taipei                                | Cemento       | Ann Henricksson       | Belinda Cordwell Julie Richardson    | 6–2, 2–6, 6–2    |
| 4.     | 7 agosto 1988    | San Diego Open, San Diego                          | Cemento       | Jill Hetherington     | Betsy Nagelsen Dianne van Rensburg   | 7–6(10), 6–4     |
| 5.     | 14 agosto 1988   | East West Bank Classic, Los Angeles                | Cemento       | Jill Hetherington     | Gigi Fernández Robin White           | 7–6(2), 5–7, 6–4 |
| 6.     | 16 ottobre 1988  | Puerto Rico Open, San Juan                         | Cemento       | Jill Hetherington     | Gigi Fernández Robin White           | 6–4, 6–2         |
| 7.     | 5 febbraio 1989  | ASB Classic, Auckland (2)                          | Cemento       | Jill Hetherington     | Elizabeth Smylie Janine Tremelling   | 6–4, 6–4         |
| 8.     | 26 febbraio 1989 | Virginia Slims of California, Oakland              | Sintetico (i) | Jill Hetherington     | Larisa Neiland Nataša Zvereva        | 7–5, 3–6, 6–2    |
| 9.     | 12 agosto 1990   | San Diego Open, San Diego (2)                      | Cemento       | Zina Garrison-Jackson | Elise Burgin Rosalyn Fairbank        | 6–4, 7–6(5)      |
| 10.    | 11 novembre 1990 | Virginia Slims of Indianapolis, Indianapolis       | Cemento (i)   | Meredith McGrath      | Katrina Adams Jill Hetherington      | 6–1, 6–1         |
| 11.    | 27 gennaio 1991  | Australian Open, Melbourne                         | Cemento       | Mary Joe Fernández    | Gigi Fernández Jana Novotná          | 7–6(4), 6–1      |
| 12.    | 3 febbraio 1991  | ASB Classic, Auckland (3)                          | Cemento       | Larisa Neiland        | Jo-Anne Faull Julie Richardson       | 6–3, 6–3         |
| 13.    | 31 marzo 1991    | U.S. Women's Hard Court Championships, San Antonio | Cemento       | Monica Seles          | Jill Hetherington Kathy Rinaldi      | 7–6(2), 6–2      |
| 14.    | 10 novembre 1991 | Bank of the West Classic, Oakland (2)              | Sintetico (i) | Gigi Fernández        | Martina Navrátilová Pam Shriver      | 6–4, 7–5         |
| 15.    | 17 novembre 1991 | Virginia Slims of Indianapolis, Indianapolis (2)   | Cemento (i)   | Gigi Fernández        | Katrina Adams Mercedes Paz           | 6–4, 6–2         |
| 16.    | 19 aprile 1992   | Virginia Slims of Houston, Houston                 | Terra rossa   | Mary Joe Fernandez    | Jill Hetherington Kathy Rinaldi      | 7–5, 6–4         |
| 17.    | 24 maggio 1992   | Internationaux de Strasbourg, Strasburgo           | Terra rossa   | Andrea Strnadová      | Lori McNeil Mercedes Paz             | 6–3, 6–4         |
| 18.    | 21 febbraio 1993 | IGA U.S. Indoor Championships, Oklahoma City       | Cemento (i)   | Zina Garrison-Jackson | Katrina Adams Manon Bollegraf        | 6–3, 6–2         |
| 19.    | 25 aprile 1993   | Malaysian Women's Open, Kuala Lumpur               | Cemento (i)   | Meredith McGrath      | Nicole Arendt Kristine Kunce         | 6–4, 7–6(2)      |
| 20.    | 7 novembre 1993  | Bank of the West Classic, Oakland (3)              | Sintetico (i) | Meredith McGrath      | Amanda Coetzer Inés Gorrochategui    | 6–2, 6–0         |
| 21.    | 16 gennaio 1994  | New South Wales Open, Sydney                       | Cemento       | Meredith McGrath      | Jana Novotná Arantxa Sánchez Vicario | 6–2, 6–3         |
| 22.    | 20 febbraio 1994 | IGA U.S. Indoor Championships, Oklahoma City (2)   | Cemento (i)   | Meredith McGrath      | Katrina Adams Manon Bollegraf        | 7–6(0), 6–2      |
| 23.    | 17 aprile 1994   | Pattaya Women's Open, Pattaya                      | Cemento       | Meredith McGrath      | Yayuk Basuki Nana Miyagi             | 7–6(0), 3–6, 6–3 |
| 24.    | 24 aprile 1994   | Singapore Open, Kallang                            | Cemento       | Meredith McGrath      | Nicole Arendt Kristine Kunce         | 6–4, 6–1         |
| 25.    | 2 ottobre 1994   | Sparkassen Cup, Lipsia                             | Sintetico (i) | Meredith McGrath      | Larisa Neiland Manon Bollegraf       | 6–4, 6–4         |

#### Finali perse (19)
Legenda
| Grande Slam (4)               |
| VS, WTA Tour Championship (0) |
| Tier I (2)                    |
| Tier II (4)                   |
| Tier III (4)                  |
| Tier IV (2–3)                 |
| VS (0)                        |

| Numero | Data              | Torneo                                                 | Superficie    | Compagna              | Avversarie in finale                | Punteggio        |
| 1.     | 31 luglio 1988    | Northern California Open, Aptos                        | Cemento       | Jill Hetherington     | Lise Gregory Ronni Reis             | 3–6, 4–6         |
| 2.     | 11 settembre 1988 | US Open, New York                                      | Cemento       | Jill Hetherington     | Gigi Fernández Robin White          | 4–6, 1–6         |
| 3.     | 15 gennaio 1989   | Danone Hardcourt Championships, Brisbane               | Cemento       | Jill Hetherington     | Jana Novotná Helena Suková          | 7–6(4), 1–6, 2–6 |
| 4.     | 29 gennaio 1989   | Australian Open, Melbourne                             | Cemento       | Jill Hetherington     | Martina Navrátilová Pam Shriver     | 6–3, 3–6, 2–6    |
| 5.     | 5 marzo 1989      | U.S. Women's Hard Court Championships, San Antonio     | Cemento       | Jill Hetherington     | Katrina Adams Pam Shiver            | 6–3, 1–6, 4–6    |
| 6.     | 28 gennaio 1990   | Australian Open, Melbourne (2)                         | Cemento       | Mary Joe Fernández    | Jana Novotná Helena Suková          | 6(5)–7, 6(6)–7   |
| 7.     | 24 giugno 1990    | International Women's Open, Eastbourne                 | Erba          | Zina Garrison-Jackson | Larisa Neiland Nataša Zvereva       | 4–6, 3–6         |
| 8.     | 22 luglio 1990    | Hall of Fame Tennis Championships, Newport             | Cemento       | Anne Smith            | Lise Gregory Gretchen Rush          | 6(7)–7, 1–6      |
| 9.     | 12 gennaio 1991   | Danone Hardcourt Championships, Brisbane (2)           | Cemento       | Helena Suková         | Gigi Fernández Jana Novotná         | 3–6, 1–6         |
| 10.    | 17 febbraio 1991  | Virginia Slims of Denver, Aurora                       | Sintetico (i) | Lori McNeil           | Lise Gregory Gretchen Rush          | 4–6, 4–6         |
| 11.    | 21 aprile 1991    | Virginia Slims of Houston, Houston                     | Terra rossa   | Mary Joe Fernandez    | Jill Hetherington Kathy Rinaldi     | 1–6, 6–2, 1–6    |
| 12.    | 29 marzo 1992     | U.S. Women's Hard Court Championships, San Antonio (2) | Cemento       | Andrea Strnadová      | Martina Navrátilová Pam Shiver      | 6–3, 2–6, 6(4)–7 |
| 13.    | 4 ottobre 1992    | Sparkassen Cup, Lipsia                                 | Sintetico (i) | Andrea Strnadová      | Larisa Neiland Jana Novotná         | 5–7, 6(4)–7      |
| 14.    | 18 aprile 1993    | Pattaya Women's Open, Pattaya                          | Cemento       | Meredith McGrath      | Cammy MacGregor Catherine Suire     | 3–6, 6(3)–7      |
| 15.    | 17 ottobre 1993   | Porsche Tennis Grand Prix, Filderstadt                 | Cemento (i)   | Martina Navrátilová   | Gigi Fernández Nataša Zvereva       | 6(6)–7, 4–6      |
| 16.    | 30 gennaio 1994   | Australian Open, Melbourne (3)                         | Cemento       | Meredith McGrath      | Gigi Fernández Nataša Zvereva       | 6–3, 4–6, 4–6    |
| 17.    | 21 marzo 1994     | Lipton Championships, Miami                            | Cemento       | Meredith McGrath      | Gigi Fernández Nataša Zvereva       | 3–6, 1–6         |
| 18.    | 9 ottobre 1994    | Open di Zurigo, Zurigo                                 | Cemento (i)   | Meredith McGrath      | Manon Bollegraf Martina Navrátilová | 6(3)–7, 1–6      |
| 19.    | 15 gennaio 1995   | Sydney International, Sydney                           | Cemento       | Mary Joe Fernandez    | Lindsay Davenport Jana Novotná      | 5–7, 6–2, 4–6    |

## Rendimento in progressione

### Singolare
| Sigla | Risultato          |
| ----- | ------------------ |
| V     | Vincitrice         |
| F     | Finalista          |
| SF    | Semifinalista      |
| QF    | Quarti di Finale   |
| 4T    | Quarto turno       |
| 3T    | Terzo turno        |
| 2T    | Secondo turno      |
| 1T    | Primo turno        |
| LQ    | Turno di Qualifica |
| A     | Assente            |

| Legenda superfici     |
| Cemento               |
| Terra rossa           |
| Erba                  |
| Superficie variabile1 |

| Torneo                                            | 1982           | 1983           | 1984           | 1985           | 1986           | 1987           | 1988          | 1989          | 1990          | 1991          | 1992          | 1993          | 1994          | 1995          | Titoli | V-S     |
| ------------------------------------------------- | -------------- | -------------- | -------------- | -------------- | -------------- | -------------- | ------------- | ------------- | ------------- | ------------- | ------------- | ------------- | ------------- | ------------- | ------ | ------- |
| Grande Slam                                       |                |                |                |                |                |                |               |               |               |               |               |               |               |               |        |         |
| Australian Open, Melbourne                        | A              | A              | A              | A              | ND             | A              | 3T            | 2T            | QF            | 1T            | 4T            | 3T            | 2T            | 2T            | 0 / 8  | 14–8    |
| Roland Garros, Parigi                             | A              | 1T             | A              | A              | A              | A              | A             | A             | A             | 2T            | 1T            | 1T            | 1T            | 2T            | 0 / 6  | 2–6     |
| Wimbledon, Londra                                 | A              | 1T             | A              | 3T             | 3T             | 2T             | 2T            | 4T            | 4T            | 2T            | 4T            | 3T            | 1T            | 1T            | 0 / 12 | 21–12   |
| US Open, New York                                 | A              | 1T             | 3T             | 1T             | 2T             | 2T             | 4T            | 3T            | 3T            | 3T            | 1T            | 1T            | 2T            | A             | 0 / 12 | 17–12   |
| Titoli                                            | 0              | 0              | 0              | 0              | 0              | 0              | 0             | 0             | 0             | 0             | 0             | 0             | 0             | 0             | 0 / 38 | N/A     |
| Vittorie-Sconfitte                                | 0–0            | 0–3            | 5–1            | 5–2            | 3–2            | 2–2            | 6–3           | 6–3           | 9–3           | 4–4           | 6–4           | 4–4           | 2–4           | 2–3           | N/A    | 54–38   |
| Giochi Olimpici                                   |                |                |                |                |                |                |               |               |               |               |               |               |               |               |        |         |
| Giochi Olimpici                                   | Non disputati  | Non disputati  | A              | Non disputati  | Non disputati  | Non disputati  | A             | Non disputati | Non disputati | Non disputati | A             | Non disputati | Non disputati | Non disputati | 0 / 0  | 0–0     |
| Torneo di fine anno                               |                |                |                |                |                |                |               |               |               |               |               |               |               |               |        |         |
| Virginia Slims Championships                      | A              | A              | A              | A              | A              | A              | A             | A             | Non disputato | Non disputato | Non disputato | Non disputato | Non disputato | Non disputato | 0 / 0  | 0–0     |
| WTA Tour Championships                            | Non disputato  | Non disputato  | Non disputato  | Non disputato  | Non disputato  | Non disputato  | Non disputato | Non disputato | A             | A             | A             | A             | A             | A             | 0 / 0  | 0–0     |
| Titoli                                            | 0              | 0              | 0              | 0              | 0              | 0              | 0             | 0             | 0             | 0             | 0             | 0             | 0             | 0             | 0 / 0  | N/A     |
| Vittorie-Sconfitte                                | 0–0            | 0–0            | 0–0            | 0–0            | 0–0            | 0–0            | 0–0           | 0–0           | 0–0           | 0–0           | 0–0           | 0–0           | 0–0           | 0–0           | N/A    | 0–0     |
| WTA Tier I                                        |                |                |                |                |                |                |               |               |               |               |               |               |               |               |        |         |
| Torneo di Miami, Miami                            | Non disputato  | Non disputato  | Non disputato  | Virginia Slims | Virginia Slims | Virginia Slims | 1T            | A             | 3T            | 1T            | A             | 4T            | 3T            | 1T            | 0 / 6  | 4–6     |
| German Open, Berlino                              | Virginia Slims | Virginia Slims | Virginia Slims | Virginia Slims | Virginia Slims | Virginia Slims | A             | A             | A             | A             | A             | A             | A             | A             | 0 / 0  | 0–0     |
| Canadian Open, Montréal/Toronto                   | Virginia Slims | Virginia Slims | Virginia Slims | Virginia Slims | Virginia Slims | Virginia Slims | WTA Tier II   | WTA Tier II   | A             | A             | 1T            | A             | 2T            | 1T            | 0 / 3  | 1–3     |
| Family Circle Cup, Hilton Head                    | Virginia Slims | Virginia Slims | Virginia Slims | Virginia Slims | Virginia Slims | Virginia Slims | WTA Tier II   | WTA Tier II   | A             | A             | 1T            | A             | A             | A             | 0 / 1  | 0–1     |
| Internazionali d'Italia, Roma                     | Virginia Slims | Virginia Slims | Virginia Slims | Virginia Slims | ND             | VS             | WTIV          | WTII          | A             | A             | A             | A             | A             | A             | 0 / 0  | 0–0     |
| Toray Pan Pacific Open, Tokyo                     | Virginia Slims | Virginia Slims | Virginia Slims | Virginia Slims | Virginia Slims | Virginia Slims | WTA Tier II   | WTA Tier II   | WTA Tier II   | WTA Tier II   | WTA Tier II   | A             | A             | 1T            | 0 / 1  | 0–1     |
| Open di Zurigo, Zurigo                            | Virginia Slims | Virginia Slims | Virginia Slims | Virginia Slims | Virginia Slims | Virginia Slims | WTIV          | WTA Tier II   | WTA Tier II   | WTA Tier II   | WTA Tier II   | 2T            | 1T            | A             | 0 / 2  | 1–2     |
| Advanta Championships of Philadelphia, Filadelfia | Non disputato  | Non disputato  | Non disputato  | Non disputato  | Non disputato  | Non disputato  | Non disputato | Non disputato | Non disputato | WTA Tier II   | WTA Tier II   | A             | 2T            | A             | 0 / 1  | 1–1     |
| Virginia Slims of Florida, Boca Raton             | Non disputato  | Non disputato  | Virginia Slims | Virginia Slims | Virginia Slims | Virginia Slims | WTA Tier II   | WTA Tier II   | WTA Tier II   | A             | A             | WTA Tier II   | WTA Tier II   | WTA Tier II   | 0 / 0  | 0–0     |
| Ameritech Cup, Chicago                            | Virginia Slims | Virginia Slims | Virginia Slims | Virginia Slims | Virginia Slims | Virginia Slims | WTA Tier III  | WTA Tier III  | 2T            | WTA Tier II   | WTA Tier II   | WTA Tier II   | WTA Tier II   | WTA Tier II   | 0 / 1  | 1–1     |
| Titoli                                            | -              | -              | -              | -              | -              | -              | 0             | 0             | 0             | 0             | 0             | 0             | 0             | 0             | 0 / 15 | N/A     |
| Vittorie-Sconfitte                                | -              | -              | -              | -              | -              | -              |               |               |               |               |               |               |               |               | N/A    | 8–15    |
| Statistiche carriera                              |                |                |                |                |                |                |               |               |               |               |               |               |               |               |        |         |
| Finali disputate1                                 | 0              | 0              | 0              | 0              | 0              | 0              | 2             | 1             | 0             | 0             | 0             | 1             | 1             | 0             | 5      | N/A     |
| Tornei vinti1                                     | 0              | 0              | 0              | 0              | 0              | 0              | 2             | 1             | 0             | 0             | 0             | 0             | 0             | 0             | 3      | N/A     |
| Vittorie-Sconfitte                                | 0–1            | 14–14          | 21–10          | 15–10          | 8–7            | 12–9           | 39–17         | 22–13         | 16–15         | 16–18         | 17–17         | 32–18         | 25–21         | 13–13         | N/A    | 249–183 |
| Vittorie (%)                                      | 0,00%          | 50,00%         | 67,74%         | 60,00%         | 53,33%         | 57,14%         | 69,64%        | 62,86%        | 51,61%        | 47,06%        | 50,00%        | 64,00%        | 54,35%        | 50,00%        | N/A    | 57,64%  |
| Ranking                                           | -              | 138            | 120            | 83             | 95             | 79             | 22            | 31            | 42            | 55            | 43            | 27            | 51            | 58            |        |         |

1 Solo nel circuito WTA

### Doppio
| Sigla | Risultato          |
| ----- | ------------------ |
| V     | Vincitrice         |
| F     | Finalista          |
| SF    | Semifinalista      |
| QF    | Quarti di Finale   |
| 3T    | Terzo turno        |
| 2T    | Secondo turno      |
| 1T    | Primo turno        |
| LQ    | Turno di Qualifica |
| A     | Assente            |

| Legenda superfici     |
| Cemento               |
| Terra rossa           |
| Erba                  |
| Superficie variabile1 |

| Torneo                                            | 1983           | 1984           | 1985           | 1986           | 1987           | 1988          | 1989          | 1990          | 1991          | 1992          | 1993          | 1994          | 1995          | Titoli | V-S     |
| ------------------------------------------------- | -------------- | -------------- | -------------- | -------------- | -------------- | ------------- | ------------- | ------------- | ------------- | ------------- | ------------- | ------------- | ------------- | ------ | ------- |
| Grande Slam                                       |                |                |                |                |                |               |               |               |               |               |               |               |               |        |         |
| Australian Open, Melbourne                        | A              | A              | A              | ND             | A              | 2T            | F             | F             | V             | QF            | SF            | F             | QF            | 1 / 8  | 32–7    |
| Roland Garros, Parigi                             | 2T             | A              | A              | A              | A              | A             | A             | A             | QF            | 2T            | 1T            | 3T            | SF            | 0 / 6  | 11–6    |
| Wimbledon, Londra                                 | 1T             | A              | 2T             | SF             | 2T             | 1T            | 3T            | SF            | 1T            | 3T            | 2T            | 3T            | 1T            | 0 / 12 | 17–12   |
| US Open, New York                                 | 2T             | 1T             | 3T             | 3T             | 2T             | F             | 2T            | 3T            | 3T            | QF            | 3T            | QF            | A             | 0 / 12 | 24–11   |
| Titoli                                            | 0              | 0              | 0              | 0              | 0              | 0             | 0             | 0             | 1             | 0             | 0             | 0             | 0             | 1 / 38 | N/A     |
| Vittorie-Sconfitte                                | 2–3            | 0–1            | 3–2            | 6–2            | 2–2            | 6–2           | 8–3           | 11–3          | 11–3          | 9–4           | 7–4           | 12–4          | 7–3           | N/A    | 84–36   |
| Giochi Olimpici                                   |                |                |                |                |                |               |               |               |               |               |               |               |               |        |         |
| Giochi Olimpici                                   | ND             | A              | Non disputati  | Non disputati  | Non disputati  | A             | Non disputati | Non disputati | Non disputati | A             | Non disputati | Non disputati | Non disputati | 0 / 0  | 0–0     |
| Torneo di fine anno                               |                |                |                |                |                |               |               |               |               |               |               |               |               |        |         |
| Virginia Slims Championships                      | A              | A              | A              | A              | A              | QF            | QF            | Non disputato | Non disputato | Non disputato | Non disputato | Non disputato | Non disputato | 0 / 2  | 0–2     |
| WTA Tour Championships                            | Non disputato  | Non disputato  | Non disputato  | Non disputato  | Non disputato  | Non disputato | Non disputato | A             | A             | QF            | A             | SF            | A             | 0 / 2  | 1–2     |
| Titoli                                            | 0              | 0              | 0              | 0              | 0              | 0             | 0             | 0             | 0             | 0             | 0             | 0             | 0             | 0 / 4  | N/A     |
| Vittorie-Sconfitte                                | 0–0            | 0–0            | 0–0            | 0–0            | 0–0            | 0–1           | 0–1           | 0–0           | 0–0           | 0–1           | 0–0           | 1–1           | 0–0           | N/A    | 1–4     |
| WTA Tier I                                        |                |                |                |                |                |               |               |               |               |               |               |               |               |        |         |
| Torneo di Miami, Miami                            | Non disputato  | Non disputato  | Virginia Slims | Virginia Slims | Virginia Slims | 3T            | A             | A             | 3T            | 2T            | 2T            | F             | A             | 0 / 5  | 8–5     |
| German Open, Berlino                              | Virginia Slims | Virginia Slims | Virginia Slims | Virginia Slims | Virginia Slims | A             | A             | A             | A             | A             | A             | A             | A             | 0 / 0  | 0–0     |
| Canadian Open, Montréal/Toronto                   | Virginia Slims | Virginia Slims | Virginia Slims | Virginia Slims | Virginia Slims | WTA Tier II   | WTA Tier II   | A             | A             | QF            | 2T            | A             | A             | 0 / 2  | 2–2     |
| Family Circle Cup, Hilton Head                    | Virginia Slims | Virginia Slims | Virginia Slims | Virginia Slims | Virginia Slims | WTA Tier II   | WTA Tier II   | A             | A             | QF            | A             | A             | A             | 0 / 1  | 1–1     |
| Internazionali d'Italia, Roma                     | Virginia Slims | Virginia Slims | Virginia Slims | ND             | VS             | WTIV          | WTII          | A             | A             | A             | A             | A             | A             | 0 / 0  | 0–0     |
| Toray Pan Pacific Open, Tokyo                     | Virginia Slims | Virginia Slims | Virginia Slims | Virginia Slims | Virginia Slims | WTA Tier II   | WTA Tier II   | WTA Tier II   | WTA Tier II   | WTA Tier II   | A             | A             | 1T            | 0 / 1  | 0–1     |
| Open di Zurigo, Zurigo                            | Virginia Slims | Virginia Slims | Virginia Slims | Virginia Slims | Virginia Slims | WTIV          | WTA Tier II   | WTA Tier II   | WTA Tier II   | WTA Tier II   | SF            | F             | A             | 0 / 2  | 4–2     |
| Advanta Championships of Philadelphia, Filadelfia | Non disputato  | Non disputato  | Non disputato  | Non disputato  | Non disputato  | Non disputato | Non disputato | Non disputato | WTA Tier II   | WTA Tier II   | 1T            | QF            | A             | 0 / 2  | 1–2     |
| Virginia Slims of Florida, Boca Raton             | ND             | Virginia Slims | Virginia Slims | Virginia Slims | Virginia Slims | WTA Tier II   | WTA Tier II   | WTA Tier II   | A             | A             | WTA Tier II   | WTA Tier II   | WTA Tier II   | 0 / 0  | 0–0     |
| Ameritech Cup, Chicago                            | Virginia Slims | Virginia Slims | Virginia Slims | Virginia Slims | Virginia Slims | WTA Tier III  | WTA Tier III  | SF            | WTA Tier II   | WTA Tier II   | WTA Tier II   | WTA Tier II   | WTA Tier II   | 0 / 1  | 2–1     |
| Titoli                                            | -              | -              | -              | -              | -              | 0             | 0             | 0             | 0             | 0             | 0             | 0             | 0             | 0 / 14 | N/A     |
| Vittorie-Sconfitte                                | -              | -              | -              | -              | -              |               |               |               |               |               |               |               |               | N/A    |         |
| Statistiche carriera                              |                |                |                |                |                |               |               |               |               |               |               |               |               |        |         |
| Finali disputate1                                 | 0              | 0              | 0              | 0              | 0              | 8             | 5             | 5             | 8             | 4             | 5             | 8             | 1             | 44     | N/A     |
| Tornei vinti1                                     | 0              | 0              | 0              | 0              | 0              | 6             | 2             | 2             | 5             | 2             | 3             | 5             | 0             | 25     | N/A     |
| Vittorie-Sconfitte                                | 2–5            | 19–7           | 6–6            | 12–9           | 7–7            | 49–18         | 28–12         | 35–12         | 47–15         | 33–17         | 41–15         | 49–16         | 19–13         | N/A    | 347–153 |
| Vittorie (%)                                      | 28,57%         | 73,08%         | 50,00%         | 57,14%         | 50,00%         | 73,13%        | 70,00%        | 74,47%        | 75,81%        | 66,00%        | 73,21%        | 75,39%        | 59,37%        | N/A    | 69,40%  |
| Ranking                                           | -              | -              | -              | 31             | 71             | 18            | 15            | 11            | 10            | 16            | 14            | 7             | 19            |        |         |

1 Solo nel circuito WTA